# Кувейт на літніх Олімпійських іграх 1992
Кувейт брав участь у Літніх Олімпійських іграх 1992 року у Барселоні (Іспанія) усьоме за свою історію, але не завоював жодної медалі. Країну представляли 32 спортсмени у 7 видах спорту.